# دامداري نوروز علي خادملو (ميان كالة)
دامداري نوروز علي خادملو (بالفارسية: عسگرآباد) هي قرية تقع في إيران في قسم ميان كالة الريفي. يقدر عدد سكانها بـ 489 نسمة بحسب إحصاء 2016.